# Expedition 58

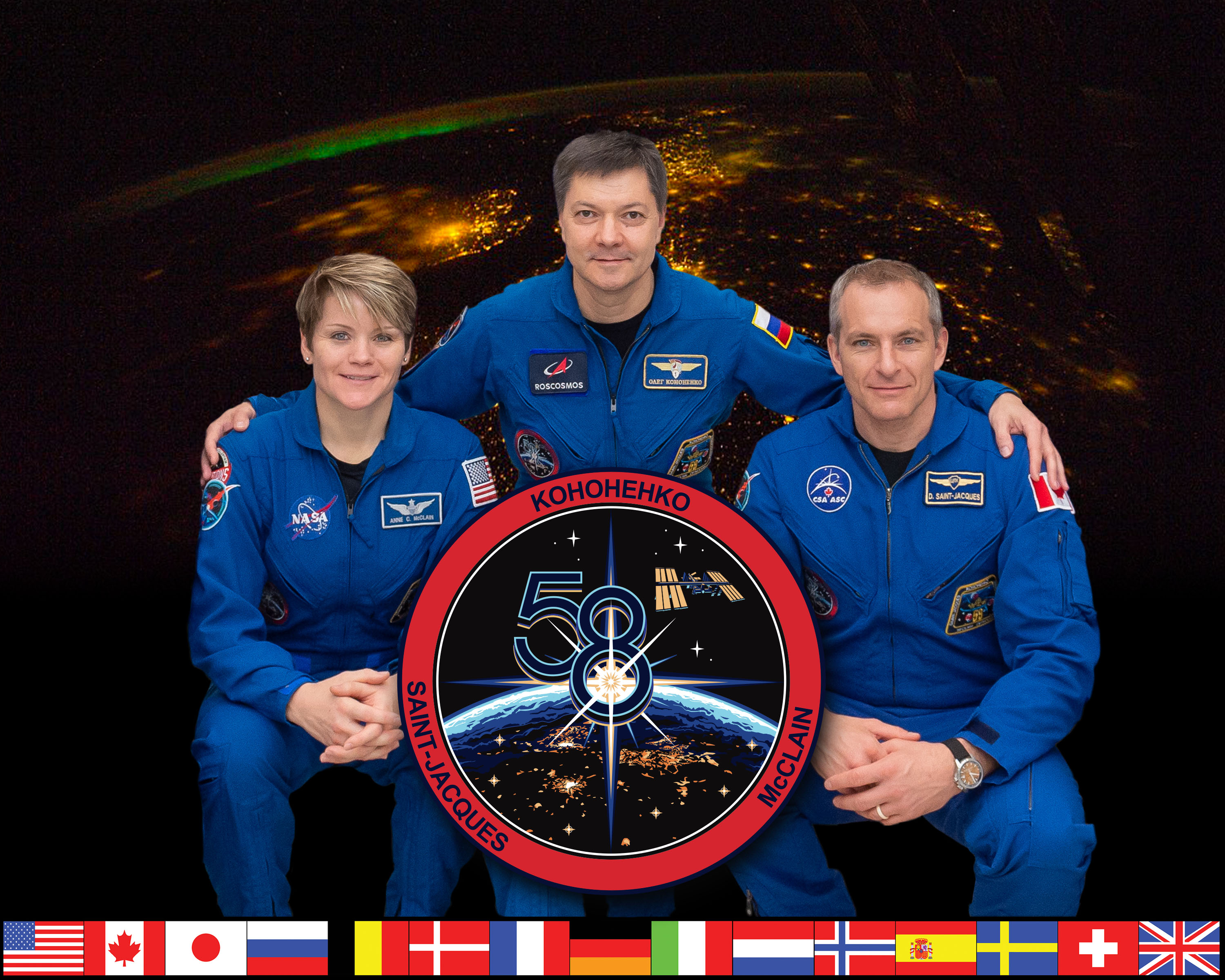
Expedition 58 besättning.

Expedition 58 var den 58:e expeditionen till Internationella rymdstationen (ISS). Expeditionen började den 20 december 2018 då delar av Expedition 56s besättning återvände till jorden med Sojuz MS-09.
På grund av förskjutningar i schemat för utbyte av besättningar på rymdstationen bestod Expedition 58 endast av tre personer, alla tre överfördes till Expedition 59.
Expedition 58 avslutades då Sojuz MS-12 dockade med rymdstationen den 15 mars 2019.

## Besättning
| Position       | (20 december 2018 - 15 mars 2019)             |
| -------------- | --------------------------------------------- |
| Befälhavare    | Oleg Kononenko, RSA Hans fjärde rymdfärd      |
| Flygingenjör 1 | Anne McClain, NASA Hennes första rymdfärd     |
| Flygingenjör 2 | David Saint-Jacques, CSA Hans första rymdfärd |